# POLLYANNA (日本のバンド)
POLLYANNA（ポリアンナ）は、2014年から活動する日本のロックバンド。各メンバーが個別に音楽活動をしながらもPOLLYANNAとして都内を中心に活動していた。しかしながら5人での活動は2021年1月のライブが最後であり、2022年11月に伶菜・飯島快雪のライブが行われて以降活動がなく、解散・活動停止のアナウンスはないが、実質的な活動停止状態になっている。

## 略歴
2014年6月結成。当初のバンド名の表記は「Pollyanna」。「最新型渋谷系バンド」を標榜していた。ライブ会場にて、自主制作の3曲入りCDを販売。タワーレコードとHOT STUFFの共同レーベル”TWo sHOT”の行達也からアルバムリリースの打診を受けるも、間も無くしてVo.加倉井が脱退。
2015年7月新ボーカルとして深澤希実が加入。同時にバンド名の表記を「POLLYANNA」へ変更した。
2016年1月、”TWo sHOT”から1st ミニアルバム「Circle」リリース。For Tracy HydeとPOLTAを招きリリースライブを行い、4月23日にO-WESTにてTWEEDEESのオープニングアクトを務める。このライブを最後に深澤と西山がバンドを脱退した。
メンバーの入れ替えにより、Vo.伶菜とDr.ワタナベタカシが加入。新体制スタート。2017年8月、2ndミニアルバム「Breaking News」を自主制作にてリリース。懇意のTWEEDEES、POLTA、杉恵ゆりかとの対バンでリリースライブを行う。
2019年3月予定だった3rd・ミニ・アルバムのリリースを延期。制作中の作品をフル・アルバムとすることをアナウンスした。その代わりにツアー会場限定で、2作目「Breaking News」と3曲入りのEPを合体させた「quantum ep. + Breaking News」を2019年2月22日にリリース。
各々が個別に音楽活動をしながらも、POLLYANNAとして都内を中心にライブ活動や新たな音源の制作を進行。2020年1月29日にLD&K Recordsから3rdアルバム「pantomime」リリース。

## メンバー
現メンバー
- 斎藤モトキ（さいとうもとき、ベース、作詞、作曲）
  - 2016年12月26日に結成されたVo/Synth辻林美穂の四人組バンドふたりの文学にGt/Voで参加。
- 伶菜（れな、ボーカル）
  - ササキ伶菜名義で、四丁目のアンナの飯島イクコと、ユニット万福遐福(bampuk_kahuku)で活動。
- 飯島快雪（いいじまかいせつ、キーボード）
  - 他にエルスウェア紀行、meiyoのサポート[10]。
- qurosawa（くろさわ、ギター）
  - 侍文化、サンプリエに参加[11]。2023年8月1日からエゾジカグルメクラブのメンバー。
  - サポートとしてTWEEDEES、meiyo、あいみょんのAIMYON TOUR 2020 “ミート・ミート”以降[12][13]、エルスウェア紀行。
- ワタナベタカシ（わたなべたかし、ドラム）
  - 他にmeiyo主催、侍文化、HGYM、プールと銃口[14]に参加。
  - サポートとしてテジナ、上月仁、イエロー・シアン・マゼンタ[15]。

サポートメンバー
- 舞野州（まいのしゅう、ベース）
  - 2020年10月15日からベース斎藤モトキのリフレッシュ休暇の間サポート[16]

元メンバー
- 加倉井凜（かくらいりん、初代ボーカル、キーボード、フルート）
- 渡辺岳（わたなべがく、RO69JACK 14/15 一次選考通過時のギター）
- 山田弘大（やまだこうだい、RO69JACK 2015 一次選考通過時のギター）
- 深澤希実（ふかさわのぞみ、2代目ボーカル）
  - POLLYANNAと並行して参加していたバンド(kiki→AUSTINES)[17]の新体制(3人体制のバンドaustines)[18]に2017年に参加。2018年にCharlesに参加、その後改名したYENMAで鍵盤とボーカルを担当。YENMAは2024年8月31日のライブ、閻魔大感謝祭で無期限活動停止。 / 2025年現在サンプリエのボーカル/キーボード。
- ハッピーナッティ西山（はっぴーなってぃにしやま、ドラム）
  - POLLYANNAと並行して参加していたバンド(kiki→AUSTINES)の新体制(3人体制のバンドaustines)に2017年に参加。

## 出演

### ワンマンライブ・主催イベント
2016年
3月22日 tambourine championship@TSUTAYA O-nest(東京/渋谷) 出演: POLLYANNA,For Tracy Hyde/POLTA
2020年
10月27日 POLLYANNA×四丁目のアンナpresents.【神様がいない隙に】@月見ル君想フ(東京/南青山) 出演: POLLYANNA, 四丁目のアンナ 月見ル君想フ生配信特設サイトでも配信。
2021年
1月9日 People's elbow vol.3 @秘密(福岡/天神) 出演: POLLYANNA, the perfect me, Deep Sea Diving Club, NYAI サブスクLIVEで生配信。その後アーカイブ公開。
1月10日 People's elbow vol.3 @シャングリラ(大阪/梅田) 出演：POLLYANNA, ゆいにしお, POP ART TOWN, YMB 2021年1月12日からサブスクLIVEで配信。

### フェス・イベント参加
2014年
12月11日 ～2014 MOSAiC COUNTDOWN #11～ 『デッサンのあと vol.1』@下北沢MOSAiC 出演:Pollyanna,class clown child,ヒトヨニナク,ミスモペ,FREE SQUARE 転換アクト: 新出夏乃
2015年
6月22日 『KNOCKOUT vol.12』@下北沢MOSAiC 出演:Pollyanna,こがらし,Well done Sabotage,恋は魔物,PINK STRIKE,early whereabouts
7月15日 "Here and There"@Zher the ZOO YOYOGI 出演: ハクセンノ外／Pollyanna／The Symphonies／ThreeQuestions
2022年
11月12日 『Guitar Pop Restaurant vol.49』@大塚Hearts+ 出演:【昼の部】Capitan / 杉本清隆 (orangenoise shortcut) / フーリンキャットマーク / POLLYANNA (伶菜・飯島快雪)

## ディスコグラフィー

### アルバム
- Circle（2016年1月6日）
- Breaking News （2017年8月8日）
- quantum ep. + Breaking News（2019年2月22日）
- pantomime（2020年1月29日）